# Новомбергский, Николай Яковлевич
Николай Яковлевич Новомбергский (4 мая 1871, Барсуковская, Кубанская область — 17 февраля 1949, Архангельск) — русский учёный, историк права и медицины, экономист, общественный и политический деятель, представитель правого крыла позднего сибирского областничества.

## Семья
Родился в семье батрака. Жена — Мария Ивановна Юрьева, врач.

## Образование
Окончил гимназию, во время учёбы подрабатывал репортёром в газете «Северный Кавказ», а также занимался репетиторством. Окончил юридический факультет Варшавского университета (1896) получил золотую медаль за работу «Аптекарский приказ. Его устройство, заботы о государевом и народном здоровье и значение в развитии медицинских средств и познаний в России». Окончил Петербургский археологический институт (1903), учился в Тюбингенском, Геттингенском и Берлинском университетах. Магистр полицейского права (1907; тема диссертации: «Врачебное строение в допетровской Руси»), доктор государственного права (1919; тема диссертации: «Слово и дело государевы»). Доктор исторических наук (1943).

## Государственный чиновник
В 1896—1902 находился на государственной службе в Варшавской, Тобольской, Иркутской губерниях, в Приморской области. Был старшим чиновником особых поручений при губернаторе, председательствовал в Иркутском уездном съезде крестьянских начальников. По поручению тобольского губернатора занимался изучением быта переселенцев, подготовил и опубликовал книгу «Материалы для изучения быта переселенцев, водворенных в Тобольскую губернию», которая был признана МВД вредной и запрещена к распространению (второй том этой работы был запрещён к печати). Его другой критический по отношению к власти труд — «Остров Сахалин» (1903) — также был запрещён, причем автор был временно лишён права пребывания на государственной службе.

## Историк права
В 1904—1905 читал лекции по вопросам свободы печати в Парижской школе общественных наук. С 1906 — приват-доцент, с 3 марта 1908 — и.д. экстраординарного, с 10 мая 1911 — и.д. ординарного профессора юридического факультета Томского университета. С 2 сентября 1917 по январь 1919 — декан этого факультета. Был одним из организаторов и преподавателем Омского сельскохозяйственного института.
Специалист по истории русского права. Автор капитального труда «Слово и дело государевы». В этой классической работе труд впервые в отечественной исторической науке были представлены древнерусские тексты памятников деловой письменности, возникших до создания Уложения царя Алексея Михайловича 1649 г. В книгу вошли изданные по правилам лингвистического источниковедения подлинные рукописи следственных и тяжбенных дел: «объявления», «ложные слова», «изветы», «сыски», «показания» и др., связанные с обвинениями высшей государственной власти. Такие материалы долгие годы были вне поля зрения специалистов.

Это исследование было использовано писателем А. Н. Толстым при написании романа «Пётр I». По словам А. Н. Толстого, 

В конце 16-го года покойный историк В. В. Каллаш, узнав о моих планах написать о Петре I, снабдил меня книгой: это были собранные профессором Новомбергским пыточные записи XVII века, так называемые дела «Слово и дело»… Я увидел, почувствовал, осязал: русский язык… Дьяки и подьячие Московской Руси искусно записывали показания, их задачей было сжато и точно, сохраняя все особенности речи пытаемого, передать его рассказ. Задача в своем роде литературная. И здесь я видел во всей чистоте русский язык. Это был язык, на котором говорили русские лет уже тысячу, но никто никогда не писал. В судебных, пыточных актах — язык дела, там не гнушались «подлой» речью, там рассказывала, стонала, лгала, вопила от боли и страха народная Русь. Язык чистый, простой, образный, гибкий. Будто нарочно созданный для великого искусства.

Новомбергский также занимался историей медицины и ветеринарии на Руси. Ряд трудов учёного получили были отмечены Академией Наук. Так, первые четыре тома его капитального исследования «Материалы по истории медицины в России» (с публикацией документов) были удостоены полной большой премии имени графа А. С. Уварова; пятый том — малой премии имени графа А. С. Уварова. Исследование «Врачебное строение в допетровской Руси» в 1908 получило большую премию имени графа А. С. Уварова. Монография «Опыт российской ветеринарной фармакопеи в половине XVIII века» удостоена малой премии имени графа А. С. Уварова.
В сфере научных интересов учёного также находились история мельниц в России (книга «Продовольственное строение», в которое показал многостороннее значение мельничного дела для развития страны), история кладов и кладоискательства и др.
Одновременно занимался активной журналистской деятельностью, публиковался в сибирских газетах. Отличался конфликтным характером, вступал в столкновения с коллегами по университету (принадлежавшими к кадетской партии), четырежды судился с газетой «Сибирская жизнь», обвиняя её в «торговле общественными интересами»).

## Политическая деятельность
В 1917 недолго входил в Партию социалистов-революционеров, был активным сторонником сибирского областнического движения. Был избран членом Сибирской областной думы. В марте 1918 арестовывался советской властью в Томске. После свержения большевистской власти в Сибири стал товарищем министра туземных дел Временного Сибирского правительства. С 4 ноября 1918 — товарищ министра внутренних дел Временного Всероссийского правительства, с 18 ноября 1918 — Российского правительства. В состав МВД тогда вошли структуры упразднённого министерства туземных дел, которыми и ведал Новомбергский. Однако уже вскоре он разочаровался в колчаковской власти и 21 февраля 1919 был уволен согласно личному прошению (фактически отошёл от дел уже в январе).
Подвергал критике ряд действий белого режима, который обвинял в хищениях и беззакониях, в том числе в связи с проектом создания Экспортного государственного банка и злоупотреблениями на Владивостокской таможне. Одновременно занимался культурно-просветительской деятельностью казачьих формированиях. Публиковался в газете «Заря», закрытой белыми военными властями. Руководил финансово-экономическим отделом в Совете кооперативных съездов.
После разгрома колчаковских войск продолжал заниматься преподавательской деятельностью в Омском сельскохозяйственном институте. 10 мая 1920 был арестован, приговорён Чрезвычайным революционным трибуналом Сибири к заключению до окончания гражданской войны с применением принудительных работ.

## На советской службе
В 1920 в Омске составил обширную записку «Хозяйственное расслоение сельского населения Сибири в связи с основными вопросами экономической политики». В августе 1920 ему было разрешено работать по специальности, в 1921 — экономист экономического отдела Сибревкома. С 1921 по декабрь 1928 работал в Сибирской краевой плановой комиссии: член коллегии (с 1921), заместитель председателя комиссии (с 1927), председатель бюро по изучению производительных сил Сибирского края, председатель бюро по электрификации Сибири. Являлся членом правления Советского Общества изучения Сибири и её производительных сил. В течение нескольких лет состоял членом редакционной коллегии журнала «Жизнь Сибири», в котором опубликовал большое количество статей по вопросам сибирской экономической жизни. Редактировал справочник «Вся Сибирь и Дальний Восток».

В конце 1928 был уволен и лишён избирательных прав. В первой половине 1929 по постановлению ВСНХ Сибири участвовал в составлении лесопромышленного плана Сибири. Критически относился к советской власти. По данным секретного отдела ОГПУ, говорил: 

Пребывая некоторое время среди профессуры Томского ВУЗа, я подметил, что профессура делится на два лагеря — «левых» и «правых». Я же смотрю на это так: «правые» — это люди чистой науки, а «левые» — это карьеристы, воспевающие хвалебные гимны господствующей партии ВКП. Теперь для того, чтобы стать видным профессором, нужно только научиться подхалимству, как это делают «левые», ты достигнешь академии, а выборы в Академии в этом меня ещё больше убедили: кто воспевал хвалебные гимны марксистской науке, тот и был выбран в Академию. Я и все другие — честные учёные — не хотим быть членами никакой Академии, которая является филиалом ЦК ВКП.

В 1929—1930 был учёным секретарем и организатором комиссии Сулакстроя в Дагестанской АССР. По поручению Совнаркома Дагестанской республики разработал основной вариант организации химического комбината для использования гидроэлектростанции на реке Сулак.

## Арест, лагерь, ссылка в Архангельск
В январе 1930 года арестован в Москве, осуждён к пяти годам лишения свободы. Был досрочно освобождён и выслан в Архангельск, где жил на случайные заработки. В 1943 году ему без защиты диссертации была присуждена учёная степень доктора исторических наук. В 1943—1949 — профессор Архангельского государственного педагогического института, Архангельского государственного медицинского института. В годы Великой Отечественной войны закончил работу по истории рудного дела в России.

В Архангельске говорил своим ученикам: 

Если, вы молодые люди, будете заниматься наукой, то надо делать это систематически. Пусть немного, но всегда. И ещё запомните: историей можно заниматься всюду. Записывайте свидетельства людей о минувших событиях, ищите документы на местах. История России сказочно богата, она вершилась всюду, и обо всем этом надо терпеливо собирать сведения и писать. В истории нет мелких тем, есть лишь мелкие исследователи.

## Труды
- Материалы для изучения быта переселенцев, водворённых в Тобольскую губернию. Выпуск 1. Тобольск, 1898.
- Волостной суд, преобразованный по Закону 2-го июня 1889 года: Практическое руководство. Тобольск, 1900. 2-е издание — Томск, 1900.
- По Сибири. Сборник статей по крестьянскому праву, народному; образованию, экономике и сельскому хозяйству. СПб, 1903.
- Остров Сахалин. СПб, 1903.
- Народная медицина в Московском государстве. СПб, 1904.
- Черты врачебной практики в Московской Руси (культурно-исторический очерк). СПб, 1904.
- Материалы по истории медицины в России. Тома I—IV. СПб, 1906—1907. Том V, Томск, 1910.
- Врачебное строение в допетровской Руси. Томск, 1907.
- Слово и дело государевы. Тома I—II, М., 1909; Томск, 1911. Второе издание — М., 2004.
- Опыт российской ветеринарной фармакопеи в половине XVIII века. М., 1912.
- Очерки внутреннего управления в Московской Руси XVII столетия. Продовольственное строение: материалы. Тома I—II. Томск, 1914—1915.
- Клады и кладоискательство в Московской Руси XVII столетия. Пг., 1915.
- Материалы к истории разведки и поисков полезных ископаемых в русском государстве XVII в. // Очерки по истории геологических знаний. 1959. Вып. 8 (в соавторстве с Л. А. Гольденбергом и В. В. Тихомировым).
- Освобождение печати во Франции, Германии, Англии и России. / В книге: История печати: антология. Т. 1. М., 2001.
- Колдовство в Московской Руси XVII-го столетия. (Материалы по истории медицины в России, т. III, ч. I. Приложение к исследованию `Врачебное строение в до-Петровской Руси` — СПб.: Типография Альтшулера 1906г.

## Память
В честь Н. Я. Новомбергского названа гора (Татарский пролив, остров Сахалин).